# Summer Night City
«Summer Night City» (en español: «Noche de verano en la ciudad») es una canción y sencillo que publicó el grupo sueco ABBA.

## Canción
Fue escrita por Benny, Björn y Frida, siendo grabada el 29 de mayo de 1978, en el estudio Metronome de Estocolmo, primeramente llamada "Kalle Skändre". La canción habla sobre cómo un grupo de personas salen a disfrutar en la oscuridad de la noche todos los días. Este tema viene incluido como tema extra del álbum Voulez-Vous, como la pista número 11. 
Las sesiones de grabación para su sexto álbum habían sido muy problemáticas, y para agosto sentían que ya era hora de sacar un nuevo sencillo. De las canciones que habían completado, «Summer Night City» era con la que más se sentían satisfechos. Sin embargo, para Björn y Benny a la canción le faltaba algo, y junto con su ingeniero de sonido, Michael Tretow, la mezclaron más de 18 veces antes de completar la versión definitiva.
A pesar de todo, fue un éxito (N.º 1) en Escandinavia e Irlanda, pero en Reino Unido no llegó más allá del N.º 5. Esto decepcionó de cierta forma al grupo, e incluso Agnetha diría «se volvió un hábito que cada cosa que lanzábamos llegaba al #1 en Gran Bretaña». «Summer Night City» es conocido como el sencillo que ABBA busca olvidar.
No obstante, fue habitualmente interpretada por el grupo en sus tours de 1979 y de 1980 con una introducción que le fue cortada a la versión del sencillo. Además el grupo de Metal sinfónico, Therion, grabó una versión de esta canción en su disco The Secrets of the Runes.

## Medley
Medley: Pick A Bale Of Cotton - On Top Of Old Smokey - Midnight Special (Popurrí: Pizcando Algodón - En la Cima del Volcán - El Especial de Medianoche), conocida también como "Folk Medley", fue la canción usada para el lado B. Fue grabada el 12 de marzo de 1975, en el Glenstudio de Stockdud, para un álbum de caridad alemán.
Las tres canciones que se cantan son tradicionales de Estados Unidos, y lo único que Björn y Benny hicieron fue arreglar la pista de fondo para poder "modernizar" esas canciones. Más tarde, este tema vendría incluido como tema extra del disco ABBA, como la pista número 13. Lo más llamativo de esto es que en los más de 10 años de carrera, fue la única canción que ABBA grabó y que no es de su autoría.

## El vídeo
El video de «Summer Night City» fue grabado el 22 y 23 de agosto de 1978, en los estudios Europa Film y en el litoral de Estocolmo. ABBA aparece en un club nocturno y viajando por un bote de noche en la ciudad. Fue dirigido por Lasse Hallström.
Está disponible en los formatos The Definitive Collection (DVD) y en ABBA Number Ones (DVD).

## Posicionamiento
| Lista                                           | Posición |
| ----------------------------------------------- | -------- |
| Costa Rica Top 50 Radio Uno                     | 1        |
| Dinamarca Top 50                                | 1        |
| Finlandia Top 40 YLE                            | 1        |
| Finlandia Suosikki                              | 1        |
| Irlanda Top 30 IRMA Singles Chart               | 1        |
| Suecia Top 60 Sverige Singles Chart             | 1        |
| Eurochart Hot 100 Singles                       | 1        |
| Bélgica Top 30 BRT                              | 2        |
| Alemania Top 50 radiodifusión                   | 3        |
| Bélgica Top 30 Humo                             | 3        |
| Noruega Top 20 VG                               | 3        |
| Zimbabue Top 20 Singles Chart                   | 4        |
| Holanda Dutch Top 40                            | 5        |
| UK Singles Chart                                | 5        |
| Suiza Top 100                                   | 5        |
| Alemania Top 50 ventas                          | 6        |
| México Lista de Sencillos Internacionales       | 10       |
| Holanda Top 30 National Hitparade Singles Chart | 10       |
| Australia Top 50 ARIA Singles Chart             | 13       |
| Francia Top 30                                  | 15       |
| Austria Top 75                                  | 18       |
| Japón Top 100 Oricon                            | 24       |
| España Los 40 Principales                       | 28       |
| Canadá Top 50 Singles Chart                     | 34       |
| Nueva Zelanda Top 40 RIANZ Singles Chart        | 37       |

### Trayectoria en las listas
| Posición | 21 | 7 | 8 | 5 | 12 | 20 | 34 | 54 | 72 |

| Posición | 56 | 37 | 24 | 20 | 16 | 16 | 13 | 16 | 19 | 24 | 24 | 27 | 34 | 62 | 73 |

### Listas de fin de año
| País         | Posición | Año  |
| ------------ | -------- | ---- |
| Bélgica      | 36       | 1978 |
| Francia      | 78       | 1978 |
| Países Bajos | 53       | 1978 |
| Reino Unido  | 73       | 1978 |

## Certificaciones
| País        | Certificación | Ventas    |
| ----------- | ------------- | --------- |
| Reino Unido | Plata         | + 300 000 |

## Versiones
Por orden alfabético:
- Abbacadabra - Summer Night City (Almighty Definitive Radio Edit)
- Claire Richards y Andy Bell -cantante de Erasure- hicieron su versión como segundo sencillo del álbum Euphoria de Claire Richards en 2023.
- Offer Nissim & Maya - Summer Night City
- Roma Kenga - Summer Night City
- Therion - Summer Night City (edición en Digipak de Secret of the Runes (2001)